# Enrique Jiménez Carrero
Enrique Jiménez Carrero es un pintor y escultor español, nacido en Granadilla (Cáceres, Extremadura), el 18 de marzo de 1953.
En su haber cuenta con más de 50 exposiciones individuales en España y el extranjero, y su obra se exhibe en diversas pinacotecas de todo el mundo. 

## Formación
Se formó artísticamente entre la escuela de Bellas Artes de Santa Cruz de Tenerife y en la Escuela Superior de Bellas Artes de San Fernando, en Madrid, lugar donde estableció su residencia y ejerce su carrera profesional a partir de 1979, pero manteniendo siempre el vínculo que le une a su tierra natal.

## Obra
Su obra puede dividirse en dos períodos: el primero de ellos está marcado por su inconfundible estilo hiperrealista, con constantes alegorías a su infancia, a la melancolía y al recuerdo de la tierra forzosamente abandonada. En esta etapa su obra presenta una armonía cromática con predominio de los colores beige y ocres. 
El segundo periodo, a partir del año 1999, derivó en un realismo más vivo, con constantes juegos de profundidad, pintando el cuadro dentro del cuadro. Aumentó el contraste cromático y la luminosidad con una mayor presencia del color. En esta etapa comenzó también a experimentar con nuevas técnicas que engrosaron su ya extenso catálogo de texturas.
Hoy, parte de su trabajo permanece en pinacotecas como el Museo Fuji de Tokio, Museos de Bellas Artes de Albacete, Santander y Badajoz, Museo Postal y Telegráfico de Madrid. Además, en los fondos culturales de las Diputaciones de la Coruña y Albacete; Ayuntamientos de Plasencia, Móstoles, Leganés, Puertollano y La Coruña; Cajas de Ahorros de Extremadura, Zamora, Salamanca, Municipal de Pamplona, Albacete, Toledo, Caja Postal de Ahorros, Rural del Jalón-Zaragoza, Valencia, Badajoz y Duero; Mapfre Badajoz, Fundación Cultural Fórum Filatélico, Real Casa de la Moneda y Timbre y otras colecciones de dentro y fuera de España.

## Homenajes
En 2007 fue nombrado hijo adoptivo y embajador del turismo de la ciudad de Plasencia.
- Datos: Q5833453